# Rahden-Diepenauer Geest
Die Rahden-Diepenauer Geest ist eine naturräumliche Einheit im äußersten Nordosten Nordrhein-Westfalens und im angrenzenden Niedersachsen. Sie umfasst das überwiegend schwachwellige Geestland zwischen dem Lübbecker Lößland im Süden, der Diepholzer Moorniederung im Norden, dem Mittleren Wesertal im Osten sowie westlichem Wiehengebirge und Bersenbrücker Land im Westen. Die Rahden-Diepenauer Geest ist Teil der Dümmer-Geestniederung und gehört damit zum Norddeutschen Tiefland, obwohl sich mit den Stemmer Bergen bereits Ausläufer der Mittelgebirge finden.

## Politische Aufteilung
Im Nordrhein-westfälischen Kreis Minden-Lübbecke liegen die Gemeinden Espelkamp ganz, Rahden und Stemwede größerenteils sowie Hille und Petershagen sowie Lübbecke und Preußisch Oldendorf kleinerenteils in dem Gebiet.
Im niedersächsischen Landkreis Nienburg/Weser gehören das Gemeindegebiet von Diepenau und Warmsen überwiegend und kleinere Teile von Raddestorf dazu, im Landkreis Osnabrück schließlich Bohmte größerenteils.